# Stewardson
Stewardson és una població dels Estats Units a l'estat d'Illinois. Segons el cens del 2000 tenia 747 habitants.

## Demografia
Segons el cens del 2000, Stewardson tenia 747 habitants, 305 habitatges, i 204 famílies. La densitat de població era de 480,7 habitants/km².
Dels 305 habitatges en un 32,5% hi vivien nens de menys de 18 anys, en un 52,8% hi vivien parelles casades, en un 10,8% dones solteres, i en un 33,1% no eren unitats familiars. En el 30,5% dels habitatges hi vivien persones soles el 18,7% de les quals corresponia a persones de 65 anys o més que vivien soles. El nombre mitjà de persones vivint en cada habitatge era de 2,45 i el nombre mitjà de persones que vivien en cada família era de 3,08.
Per edats la població es repartia de la següent manera: un 25,3% tenia menys de 18 anys, un 11% entre 18 i 24, un 24,2% entre 25 i 44, un 21,7% de 45 a 60 i un 17,8% 65 anys o més.
L'edat mediana era de 37 anys. Per cada 100 dones de 18 o més anys hi havia 84,8 homes.
La renda mediana per habitatge era de 31.923 $ i la renda mediana per família de 42.000 $. Els homes tenien una renda mediana de 27.981 $ mentre que les dones 20.125 $. La renda per capita de la població era de 15.586 $. Aproximadament el 10,3% de les famílies i l'11,6% de la població estaven per davall del llindar de pobresa.

## Poblacions més properes
El següent diagrama mostra les poblacions més properes.